# Liste der Kulturdenkmäler in Wölmersen
In der Liste der Kulturdenkmäler in Wölmersen sind alle Kulturdenkmäler der rheinland-pfälzischen Ortsgemeinde Wölmersen aufgelistet. Grundlage ist die Denkmalliste des Landes Rheinland-Pfalz (Stand: 4. Mai 2023).

## Einzeldenkmäler
| Bezeichnung | Lage               | Baujahr         | Beschreibung                                                                               | Bild |
| ----------- | ------------------ | --------------- | ------------------------------------------------------------------------------------------ | ---- |
| Quereinhaus | Hauptstraße 7 Lage | 18. Jahrhundert | Wohnteil eines Fachwerk-Quereinhauses, teilweise massiv oder verschiefert, 18. Jahrhundert | BW   |